# Comanthus

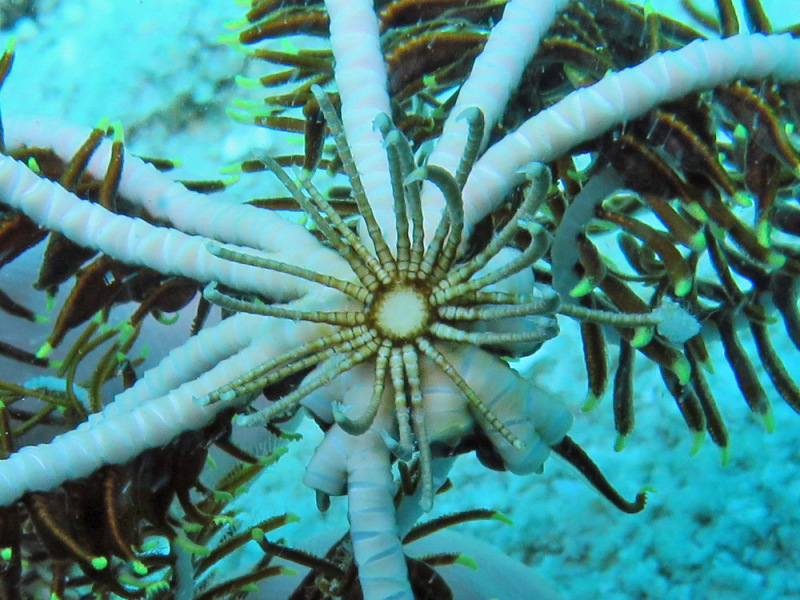
Reverso de Comanthus wahlbergii en la isla North Direction, Australia, mostrando el anillo de cirri rodeando la placa central.

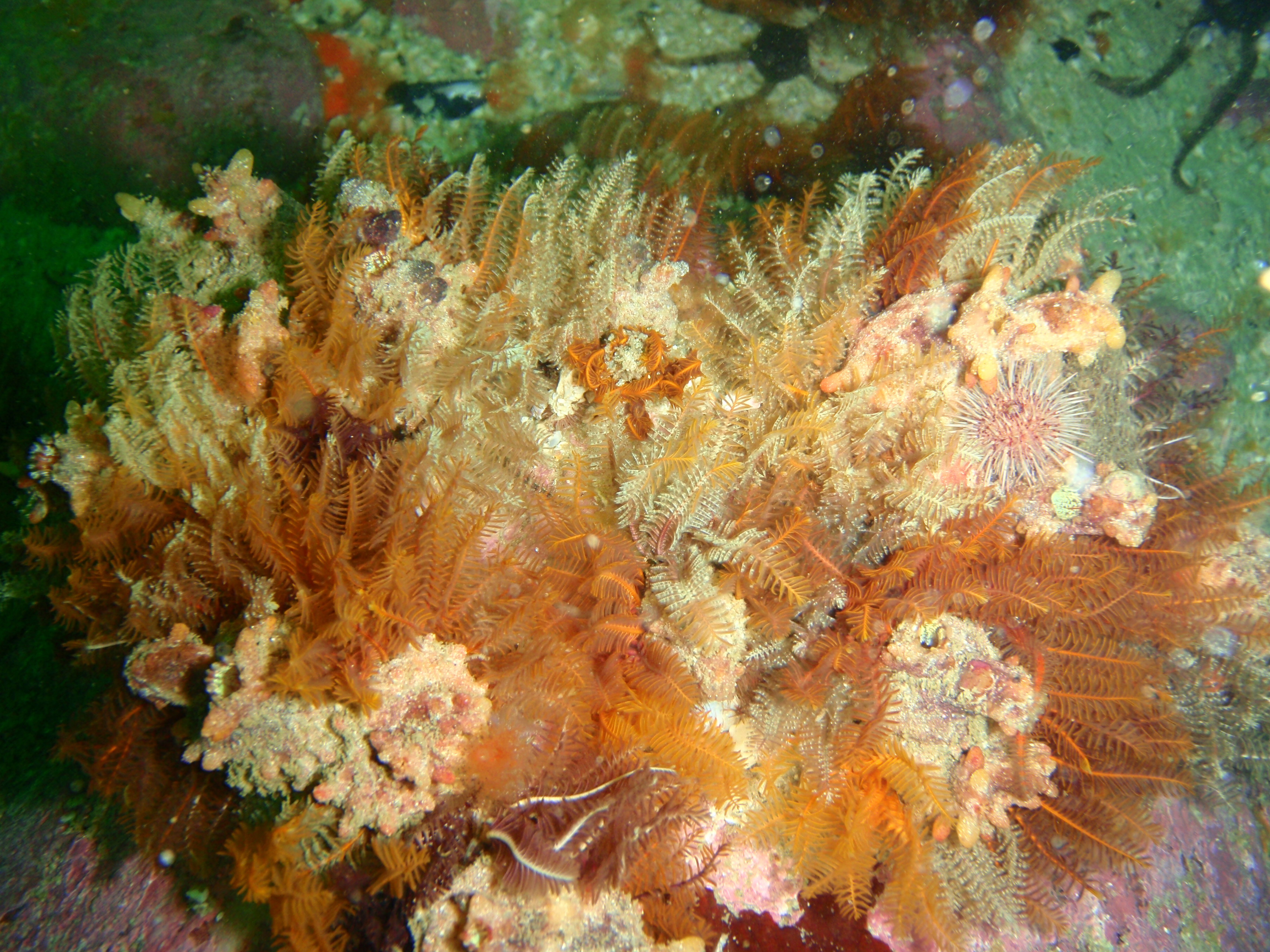
C. wahlbergii en Rocky Bay, Sudáfrica

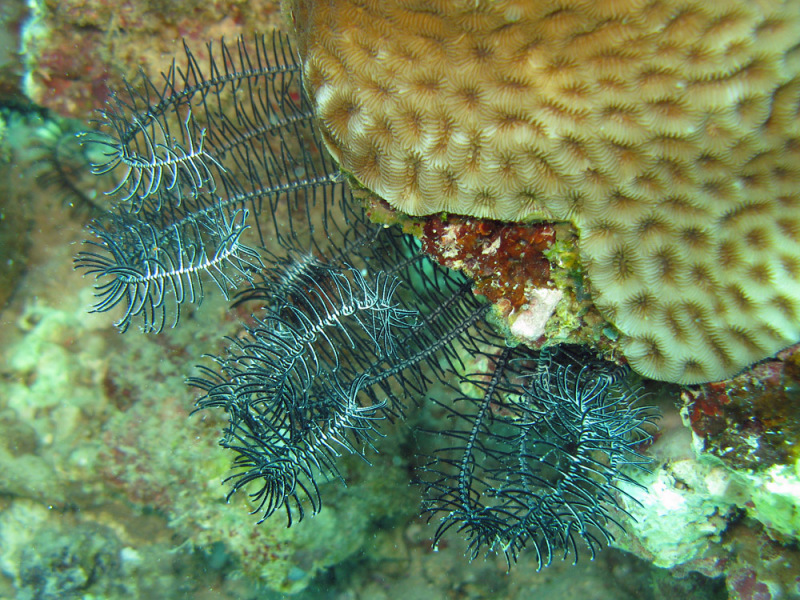
Comanthus suavia

Comanthus es un género de lirio de mar de la familia Comatulidae.

## Especies
El Registro Mundial de Especies Marinas reconoce las siguientes especies en el género:
- Comanthus briareus (Bell, 1882)
- Comanthus delicata (AH Clark, 1909)
- Comanthus gisleni Rowe, Hoggett, Birtles & Vail, 1986
- Comanthus imbricatus (AH Clark, 1908)
- Comanthus kumi Fujita & Obuchi, 2012
- Comanthus novaezealandiae AH Clark, 1931
- Comanthus parvicirrus (Müller, 1841)
- Comanthus suavia Rowe, Hoggett, Birtles & Vail, 1986
- Comanthus taviana (AH Clark, 1911)
- Comanthus wahlbergii (Müller, 1843)
- Comanthus weberi (AH Clark, 1912)

## Morfología
De simetría pentarradial, su cuerpo está formado por un disco en forma de copa, compuesto de anillos de placas. La placa centrodorsal es circular a pentagonal. La boca y el ano están en la parte apical, lo que les diferencia del resto de equinodermos, situándose, de adultos, la primera en el margen del disco, y el segundo en el centro. Tiene una serie de pínnulas alrededor, cuyos segmentos terminales están modificados formando un peine. Tiene entre 10 y 75 brazos, pudiendo ser los anteriores marcadamente mayores, y están pinnados en un mismo plano, lo que les da la apariencia de plumas, de ahí uno de los nombres comunes de los crinoideos en inglés: featherstar, o estrella de plumas. Los brazos se componen de una serie de osículos, o huesecillos, articulados, llamados braquiales, con ligamentos y músculos. En su interior cuentan con extensiones de los sistemas nervioso, vascular y reproductivo. Al tiempo, las pínnulas poseen una serie de apéndices, o pies tubulares, que utiliza para la alimentación y la respiración. Es característica distintiva del género el que las divisiones de los segundos brazos se componen de 4 osículos
En su parte aboral, o inferior, poseen unos apéndices alargados para anclarse al sustrato, denominados cirri, que están dispuestos en un solo anillo o ausentes.
Para desplazarse utiliza el movimiento sincronizado, y de forma alterna, de sus brazos, que oscilan verticalmente de abajo a arriba, consiguiendo la natación. También reptan por medio de sus cirri.
Los patrones de coloración son muy variables, pudiendo ser blanco, azul, gris, amarillo brillante, amarillo verdoso, marrón o rojizo. En ocasiones con bandas de otro color formando círculos, o con las puntas de las pínnulas iridiscentes, o con una línea central oscura en la parte interior de los brazos.

## Hábitat y distribución
Se localizan entre 0 y 184 metros de profundidad, y en un rango de temperatura entre 13.15 y 28.50 °C. Anclados a corales duros, en fondos arenosos y rocas de arrecifes con corrientes. 
Se distribuyen en el océano Indo-Pacífico, desde la costa este africana, incluido el Mar Rojo, hasta Australia, las islas Marshall, Vanuatu, incluyendo el área indo-malaya, Nueva Zelanda, Nueva Caledonia, Guam y al norte en Corea.

## Alimentación
Son filtradores, se alimentan de zooplancton, como diatomeas, foraminiferos, pequeños crustáceos o jóvenes moluscos; y de fitoplancton.

## Reproducción
Son dioicos y la reproducción sexual se produce por fertilización externa. Las larvas poseen un tallo, que pierden al madurar, convirtiéndose en animales de vida libre. Asimismo, son de simetría bilateral y evolucionan a una simetría pentarradial cuando se transforman a la morfología definitiva del animal.